# Kasper Jørgensen (Fußballspieler)
Kasper Poul Mølgaard Jørgensen (* 7. November 1999) ist ein dänischer Fußballspieler. Er steht seit der Saison 2025/26 beim LASK unter Vertrag und ist Nachwuchsnationalspieler Dänemarks.

## Karriere

### Verein
Kasper Jørgensen startete mit dem Fußball in der Fußballschule (Akademi) des FC Nordsjælland und wechselte 2018 zu Brøndby IF, für dessen U19 er zum Einsatz kam. Im Juli 2019 erhielt er bei Lyngby BK seinen ersten Profivertrag. Kurze Zeit später – am 22. Juli 2019 – lief Jørgensen beim 1:4 im Auswärtsspiel gegen Odense BK erstmals in der Superliga auf. Im Oktober 2020 wurde er nach Norwegen an den Aalesunds FK verliehen. Für diesen kam er bis zum Ende der Saison 2020 zu zehn Einsätzen in der Eliteserien.
Im Januar 2021 kehrte er wieder zu Lyngby zurück. Mit Lyngby stieg er am Ende der Saison 2020/21 aus dem dänischen Oberhaus ab, in der Saison 2021/22 gelang aber der direkte Wiederaufstieg. Im Januar 2023 wechselte Jørgensen zum Ligakonkurrenten Aalborg BK. Auch mit Aalborg stieg er aber am Ende der Spielzeit 2022/23 aus der Superliga ab, auch mit Aalborg gelang ihm der direkte Wiederaufstieg. Aalborg stieg dann aber 2025 direkt wieder aus der höchsten Spielklasse ab.
Daraufhin wechselte der Verteidiger zur Saison 2025/26 zum österreichischen Bundesligisten LASK, bei dem er einen bis 2028 laufenden Vertrag erhielt.

### Nationalmannschaft
Kasper Jørgensen lief jeweils fünfmal für die U18 der Dänen (2016 bis 2017) und für die U19 Dänemarks auf (2017 bis 2018). Am 12. Januar 2020 kam er beim 3:1-Sieg im Testspiel im türkischen Belek gegen die Slowakei zu seinem ersten Einsatz für die U21.